# Cantó de Mehun-sur-Yèvre
El cantó de Mehun-sur-Yèvre és un cantó francès del departament del Cher, situat al districte de Vierzon. Té 5 municipis i el cap és Mehun-sur-Yèvre.

## Municipis
- Allouis
- Berry-Bouy
- Foëcy
- Mehun-sur-Yèvre
- Sainte-Thorette

## Història
| Data d'elecció                           | Identitat        | Partit                         | Qualitat |
| ---------------------------------------- | ---------------- | ------------------------------ | -------- |
| 1945-1967                                | Albert Jacquet   | radical, després divers droite |          |
| 1967-1998                                | Jean Manceau     | Divers droite                  |          |
| 1998-2007                                | François Pillet  | divers droite, després UMP     |          |
| 2007-2011                                | Armand Koszek    | UMP                            |          |
| 2011-                                    | Patrick Tournant | PCF                            |          |
| les dades anteriors no són pas conegudes |                  |                                |          |
|                                          |                  |                                |          |

## Demografia
| A partir de 1990: Població sense dobles comptes |